# شوماري كابومبي
شوماري كابومبي (بالإنجليزية: Shomari Kapombe)‏ (28 يناير 1992 بموروغورو في تنزانيا - ) هو لاعب كرة قدم تنزاني في مركز الدفاع. شارك مع منتخب تنزانيا لكرة القدم. أما مع النوادي، فقد لعب مع نادي سيمبا ونادي كان.

## روابط خارجية
- شوماري كابومبي على موقع قاعدة بيانات كرة القدم.إي يو (الإنجليزية)
- شوماري كابومبي على موقع ناشيونال فوتبول تيمز (الإنجليزية)
- شوماري كابومبي على موقع Soccerway.com (الإنجليزية)